# High Live
High Live ist das zweite Live-Album der deutschen Power-Metal-Band Helloween. Es wurde 1996 von Castle Communications veröffentlicht.

## Entstehung
Vor der Arbeit an einem neuen Studioalbum wurde Helloweens zweites Live-Album auf der Tour zu The Time of the Oath mitgeschnitten. Es beinhaltet Stücke aller Alben mit Ausnahme des Debüts und des erfolglosen Chameleon-Albums. Parallel zur Doppel-CD erschienen ein Videomitschnitt (mit leicht abweichender Editierung) sowie eine Box mit CD und Video.

## Titelliste
CD 1
1. We Burn (Deris)
2. Wake Up the Mountain (Kusch/Deris)
3. Sole Survivor (Weikath/Deris)
4. The Chance (Grapow)
5. Why? (Deris)
6. Eagle Fly Free (Weikath)
7. The Time of the Oath (Grapow/Deris)
8. Future World (Hansen)
9. Dr. Stein (Weikath)

CD 2
1. Before the War (Deris)
2. Mr. Ego (Take Me Down) (Grapow)
3. Power (Weikath)
4. Where the Rain Grows (Weikath/Deris)
5. In the Middle of a Heartbeat (Deris/Weikath)
6. Perfect Gentleman (Deris/Weikath)
7. Steel Tormentor (Weikath/Deris)

## Rezeption
Antti J. Ravelin von Allmusic bezeichnete das Album als positive Überraschung mit guter Songauswahl, souveräner Darbietung und kraftvollem Sound. Auch Michael Rensen vom Rock Hard lobte High Live: „Der Sound ist satt und authentisch, die Fans machen mächtig Stimmung, und die zahllosen Mitsingparts lassen einem so manchen wohligen Schauer den Rücken herunterlaufen.“